# 아키 (식물)
아키(자메이카 크리올: aki, 영어: ackee)는 서아프리카와 중앙아프리카에서 자라는 무환자나무과의 나무이다. 자메이카의 "국민 과일"이다.

## 이름
어원은 트위어 "ankye"이다.

## 분포
가나, 가봉, 기니, 기니비사우, 나이지리아, 말리, 베냉, 부르키나파소, 상투메 프린시페, 세네갈, 시에라리온, 카메룬, 코트디부아르, 토고에 분포한다.

## 쓰임새
자메이카에서는 염건어와 함께 조리해 아키 아 살피시를 만든다.